# WWE 2K22
WWE 2K22 es un videojuego de lucha libre profesional que fue desarrollado por Visual Concepts y  publicado por 2K Sports. Es el vigésimo-tercer juego en la WWE y el noveno bajo el estandarte de WWE 2K. WWE 2K22 fue programado para ser lanzado en múltiples plataformas desde hardware de octava generación en adelante.

## Desarrollo
El juego se anunció oficialmente a través de un avance que se emitió durante la Noche 1 de WrestleMania 37. El anuncio se produjo casi un año después de que 2K Sports cancelara un esperado WWE 2K21, convirtiéndolo en la secuela de WWE 2K20. Después de que el juego anterior recibiera una recepción negativa por parte de críticos y fanáticos, el productor ejecutivo de la franquicia de WWE 2K, Patrick Gilmore, prometió que el título se basaría más en la calidad del juego.
El 21 de agosto de 2021, el juego se retrasó hasta marzo de 2022 debido a los despidos que hizo Vince McMahon en 2021. Además de potencialmente desactualizar la lista de WWE 2K22, estos lanzamientos han causado una tensión entre la relación de la WWE y 2K debido a la cantidad de tiempo perdido en escanear luchadores y agregar personajes jugables que finalmente se vieron liberados de la WWE.
El día 20 de enero de 2022, 2K lanzó una conferencia anunciando de manera oficial que Rey Mysterio sería el luchador de la portada de este año, 2K también lanzó un tráiler ese mismo día titulado "It Hits Different" con el anuncio oficial de que el juego se podrá jugar de manera anticipada a partir del 8 de marzo de 2022 como en otras entregas pasadas y será lanzado de manera estándar a partir del 11 de marzo. En dicho tráiler se reveló que el rapero Machine Gun Kelly será el encargado de la banda sonora del videojuego.
A partir de este tráiler se empezaron a publicar en la página oficial del videojuego, las superesttellas que aparecerían en este, hasta el 28 de febrero cuando se reveló la lista completa sin las versiones alternativas desbloqueables del 2K Showcase.
El día 29 de enero se subió a las páginas de 2K el nuevo tráiler del Gameplay del nuevo videojuego mostrando más características del mismo así como gráficas y novedades.
Antes del lanzamiento, 2K hizo tres episodios en un intervalo de dos semanas de Ringside Report, una miniserie dedicada a mostrar características de aspectos del videojuego, dedicado el primero en el nuevo gameplay, el segundo en el modo MyGM y el tercero en el 2K Showcase de Rey Mysterio y MyRise.
Un día antes de su lanzamiento oficial, el 10 de marzo de 2021, se filtraron todos los DLC que llegarían alrededor de los meses de abril y julio.
A mediados de mayo, 2K confirmó la eliminación de Nash Carter del videojuego como parte del DLC Stand Back Pack que se publicaría en junio, debido a su polémica foto simbolizando a Adolf Hitler y las acusaciones de violencia doméstica por parte de su pareja Kimber Lee. A cambio, 2K daría dos cartas de My Faction de Booker T y Seth Rollins, además de las superestrellas ya confirmadas disponibles en el pack.

## Novedades
Esta entrega tiene un enfoque más competitivo, renovando los controles y haciendo que cada superstar tenga sus propios combos, con el fin de que el jugador aprenda a usar los luchadores del juego. Ahora habrá la posibilidad de configurar en varias arenas si el público será presencial o virtual durante el combate. Los retratos de los luchadores volverán a ser fotos en vez de su modelo en el juego, esto no era así desde el WWE 2K16, con la posibilidad de que los luchadores creados puedan usar imágenes descargadas o personalizadas como sus propios retratos. En esta ocasión el modo 2K Showcase será protagonizado por Rey Mysterio, rememorando varios combates de su carrera, pasando desde su etapa por World Championship Wrestling hasta luchar en compañía de su hijo Dominik Mysterio.
El modo MyCareer fue renombrado como MyRise, con la novedad de que tanto la superestrella masculina como la superestrella femenina tendrán su propia leyenda, con decisiones a tomar que serán mucho más determinantes en el rumbo de las mismas.
El Modo General Manager (ahora renombrado MyGM) regresará por primera vez en quince años desde el videojuego WWE SmackDown vs. Raw 2008, los gerentes generales a seleccionar son Adam Pearce, Sonya Deville, Shane McMahon, William Regal, Stephanie McMahon o una superestrella creada con marcas como Raw, Smackdown, NXT y NXT UK, con una carta de poder especial al elegirlos, con la misión de organizar un show con una cantidad de luchas y promos según el evento y dificultad, para competir contra el gerente rival, intentando hacer shows con luchas y logísticas de calidad. Al principio, se hará un Draft con una gran cantidad de superestrellas  Las cartas de poder, podrán conseguirse en comisiones asignadas por Triple H, con la opción de ser cumplidas cada semana o PPV, cómo organizar una promo específica con una superestrella y organizar un tipo de combate en particular. Los combates podrán ser jugados por el jugador o simulados por la máquina tanto rápidamente o visto en la perspectiva de un fanático del recinto. El gerente podrá interferir o estar en una esquina en las luchas y favorecer o perjudicar a otras superestrellas del roster. Este modo tendrá un modo cooperativo local y se podrá competir contra otros jugadores.
Aunque MyGM haya vuelto, el modo Universe se mantendría, con la novedad del Superstar Mode, en el cual podrás elegir una superestrella entre todo el roster y jugar 1 año de universo desde su perspectiva.
Se añadirá MyFaction, un modo de juego similar a MyTeam de la saga NBA 2K o Ultimate Team de la FIFA, en el cual las superestrellas se conseguirían en forma de cartas en diferentes tipos de paquetes (posiblemente sobres) con el fin de formar una facción de cuatro superestrellas (ya sean masculinas o femeninas) y un mánager y enfrentarla contra otros grupos de superestrellas de toda la historia de la WWE.

## Roster
Estas son las superestrellas presentes en el videojuego. En negrita se resaltan a los luchadores y luchadoras  que debutan o aquellos que no estuvieron en la entrega pasada.
| - Raw 1. AJ Styles 2. Akira Tozawa 3. Alexa Bliss 4. Angelo Dawkins 5. Apollo Crews 6. Asuka 7. Becky Lynch 8. Bianca Belair 9. Big E 10. Billie Kay 11. Bobby Lashley 12. Braun Strowman 13. Brock Lesnar 14. Cedric Alexander 15. Chad Gable 16. Damian Priest 17. Dana Brooke 18. Dolph Ziggler 19. Dominik Mysterio 20. Elías 21. Finn Bálor 22. Gran Metalik 23. Jeff Hardy 24. John Morrison 25. Keith Lee 26. Kevin Owens 27. Lana 28. Lince Dorado 29. Liv Morgan 30. Maryse 31. The Miz 32. Montez Ford 33. MVP 34. Nia Jax 35. Nikki A.S.H. 36. Otis 37. Peyton Royce 38. R-Truth 39. Randy Orton 40. Reckoning 41. Rey Mysterio 42. Rhea Ripley 43. Riddle 44. Robert Roode 45. Seth Rollins 46. Shayna Baszler 47. Shelton Benjamin 48. Slapjack 49. T-Bar 50. Titus O'Neil 51. Tucker | - SmackDown 1. Angel Garza 2. Bayley 3. Carmella 4. Cesaro 5. Charlotte Flair 6. Drew Gulak 7. Drew McIntyre 8. Erik 9. Happy Corbin 10. Humberto Carrillo 11. Ivar 12. Jey Uso 13. Jimmy Uso 14. Jinder Mahal 15. John Cena 16. Kalisto 17. King Nakamura 18. Kofi Kingston 19. Mace 20. Mansoor 21. Mickie James 22. Murphy 23. Mustafa Ali 24. Naomi 25. Natalya 26. Ricochet 27. Roman Reigns 28. Sami Zayn 29. Sasha Banks 30. Sheamus 31. Shotzi 32. Sonya Deville 33. Tamina 34. Tegan Nox 35. Toni Storm 36. Xavier Woods | - NXT/NXT 2.0 1. Ariya Daivari 2. Austin Theory 3. The Brian Kendrick 4. Cameron Grimes 5. Candice LeRae 6. Dakota Kai 7. Danny Burch 8. Dexter Lumis 9. Ember Moon 10. Fandango 11. Io Shirai 12. Isaiah "Swerve" Scott 13. Joaquin Wilde 14. Johnny Gargano 15. Kushida 16. Kyle O'Reilly 17. Mandy Rose 18. Oney Lorcan 19. Pete Dunne 20. Raquel Gonzalez 21. Raul Mendoza 22. Roderick Strong 23. Samoa Joe 24. Santos Escobar 25. Timothy Thatcher 26. Tommaso Ciampa 27. Tyler Breeze 28. William Regal | - NXT UK 1. Alexander Wolfe 2. Fabian Aichner 3. Jordan Devlin 4. Kay Lee Ray 5. Marcel Barthel 6. Trent Seven 7. Tyler Bate 8. Walter | - Agentes Libres/Personal 1. Edge 2. 'Karrion Kross 3. Lacey Evans 4. Mr. McMahon 5. Shane McMahon 6. Stephanie McMahon | - Leyendas 1. André The Giant 2. Batista 3. Beth Phoenix 4. Big Boss Man 5. Booker T 6. Bret "The Hitman" Hart 7. Chyna 8. Diesel 9. Eddie Guerrero 10. Faarooq 11. Goldberg 12. Hulk Hogan 13. Jake "The Snake" Roberts 14. JBL 15. Jerry "The King" Lawler 16. Jim "The Anvil" Neidhart 17. Kane 18. Papa Shango 19. Randy Savage 20. Razor Ramon 21. Ric Flair '88 22. Road Dogg 23. The Rock 24. Roddy Piper 25. Shawn Michaels 2005 26. Steve Austin 27. Ted DiBiase 28. Triple H 29. Trish Stratus 30. The Ultimate Warrior 31. The Undertaker 32. X-Pac | - Versiones Alternativas 1. Alexa Bliss 2021 2. Dolph Ziggler 2009 3. Eddie Guerrero 1997 4. Finn Balor (The Demon) 5. Kane 2008 6. Kevin Nash (Outsiders) 7. Mia Yim 8. The Miz 2011 9. Rey Mysterio 2005 10. Rey Mysterio 2006 11. Rey Mysterio 2008 12. Rey Mysterio 2009 (agosto) 13. Rey Mysterio 2009 (diciembre) 14. Rey Mysterio 2011 15. Rey Mysterio Jr. 1997 16. Scott Hall (Outsiders) 17. Seth Rollins 2020 18. The Undertaker 2002 19. The Undertaker 2010 |

| - Managers 1. Adam Pearce (MyGM) 2. Bobby "The Brain" Heenan 3. Paul Heyman 4. Scarlett 5. Shane McMahon (MyGM) 6. Sonya Deville (MyGM) 7. Stephanie McMahon (MyGM) 8. Triple H 2013 9. William Regal (MyGM) |

1DLC: Deluxe/Pre-Order.
2DLC: Cross-Gen Digital Bundle.
3DLC: nWo 4-Life Edition.
4DLC: Banzai Pack.
5DLC: Most Wanted Pack.
6DLC: Stand Back Pack.
7DLC: Clowing Around Pack.
8DLC: The Whole Dam Pack.
9Modelos exclusivos de MyFaction o MyRyse posteriormente lanzados mediante las creaciones de la comunidad y parches

### Arenas
Estas son las arenas disponibles en el juego. Las ubicadas en el Thunderdome, tendrán la posibilidad de elegir el tipo de público entre presencial o virtual.
- Arenas principales
  - Raw (2020)
  - Raw (Thunderdome)
  - Raw (2021)
  - SmackDown (2020)
  - SmackDown (Thunderdome)
  - SmackDown (2021)
  - Main Event (2021)
  - WWE NXT (2020)
  - 205 Live
  - Royal Rumble (2021)
  - Elimination Chamber (2021)
  - Fastlane (2021)
  - WrestleMania 37
  - WrestleMania Backlash (2021)
  - Money In The Bank (2021)
  - The Horror Show at Extreme Rules
  - SummerSlam (2020)
  - Payback (2020)
  - Clash of Champions (2020)
  - Hell in a Cell (2020)
  - Survivor Series (2020)
  - TLC: Tables, Ladders & Chairs (2020)
  - NXT TakeOver: Vengeance Day
  - NXT TakeOver: Stand & Deliver
  - NXT TakeOver: In Your House
  - NXT TakeOver XXX
  - NXT TakeOver 31
- Otras arenas
  - Japan Hall
  - Mexico Plaza
  - BCW
  - WWE Evolution
  - LAW
  - Mae Young Classic
  - Queen of the Ring
  - King of the Ring
  - Wrestlemania (MyRise)
  - SummerSlam (1988)
  - WCW Starrcade (1996)
  - WCW Halloween Havoc (1997)
  - WCW Nitro (1998)
  - Wrestlemania 21
  - Raw (2005)
  - Judgment Day (2006)
  - Cyber Sunday (2008)
  - SummerSlam (2009)
  - SmackDown (2009)
  - Royal Rumble (2010)
  - Raw (2011)
  - Raw (abril 2019)
  - Raw (septiembre 2019)
  - Mixed Match Challenge

10Añadida en la actualización 1.09 salida el 19 de abril de 2022

## Campeonatos predeterminados
Estos son los campeonatos que estarán disponibles en el juego, algunos de estos debido a la fecha de lanzamiento o con motivo de ser DLC no están actualizados.
| Campeonato                        | Campeón                    | Marca     |
| --------------------------------- | -------------------------- | --------- |
| WWE Championship                  | Brock Lesnar               | Raw       |
| WWE Universal Championship        | Roman Reigns               | SmackDown |
| WWE United States Championship    | Damian Priest              | Raw       |
| WWE Intercontinental Championship | Shinsuke Nakamura          | SmackDown |
| SmackDown Tag Team Championship   | The Usos                   | SmackDown |
| Raw Tag Team Championship         | Randy Orton y Riddle       | Raw       |
| SmackDown Women's Championship    | Charlotte Flair            | SmackDown |
| Raw Women's Championship          | Becky Lynch                | Raw       |
| WWE Women's Tag Team Championship | Rhea Ripley y Nikki A.S.H. | Raw       |
| NXT Championship                  | Tommaso Ciampa             | NXT       |
| NXT North American Championship   | Isaiah "Swerve" Scott      | NXT       |
| NXT Cruiserweight Championship    | Roderick Strong            | NXT       |
| NXT Tag Team Championship         | Imperium                   | NXT       |
| NXT Women's Championship          | Mandy Rose                 | NXT       |
| NXT United Kingdom Championship   | WALTER                     | NXT       |
| NXT UK Women's Championship       | Kay Lee Ray                | NXT       |

## Recepción
El juego recibió críticas positivas por parte de la prensa especializada, alabando su contenido y jugabilidad, considerándose como un nuevo inicio para la saga con aspectos pulibles para nuevas entregas.
Se críticaron las limitaciones del modo MyGM al momento de organizar un show o ppv y los campeonatos, estando únicamente disponibles los campeonatos mundiales (en el parche 1.09 se añadieron los títulos en pareja), siendo incluso un retroceso con respecto al último Modo General Mánager de SmackDown Vs. Raw 2008 . También se crítico el 2K Showcase debido a la falta de luchas muy importantes en la carrera de Rey Mysterio como el Royal Rumble 2006 o su lucha en Wrestlemania 22 contra Randy Orton y Kurt Angle.

## Banda sonora
La banda sonora de WWE 2K22 fue realizada por varios compositores. Entre ellos están Machine Gun Kelly, Bad Bunny, The Weeknd, Poppy, Motörhead, Royal Blood, Bring Me The Horizon, Turnstile, Asking Alexandria y Kenny hoopla.
El día 20 de enero de 2022 se anunció de manera oficial a través de un tráiler que el Artista Machine Gun Kelly sería el productor ejecutivo de la banda sonora del videojuego. 
El miércoles 23 de febrero se reveló de manera oficial las canciones con las que contará el videojuego serán un total de 12 canciones seleccionadas por MGK. 

| Listado de pistas |                                                   |                             |          |  |
| N.º               | Título                                            | Intérprete(s)               | Duración |  |
| 1.                | «Concert for Aliens»                              | Machine Gun Kelly           | 2:40     |  |
| 2.                | «"body bag" (featuring YUNGBLUD y Bert McCracken» | Machine Gun Kelly           | 2:50     |  |
| 3.                | «Protect Ya Neck»                                 | Wu-Tang Clan                | 4:51     |  |
| 4.                | «BOOKER T»                                        | Bad Bunny                   | 2:36     |  |
| 5.                | «Iron Fist»                                       | Motörhead                   | 2:53     |  |
| 6.                | «Say Cheese»                                      | Poppy                       | 2:42     |  |
| 7.                | «Typhoons»                                        | Royal Blood                 | 3:56     |  |
| 8.                | «Happy Song»                                      | Bring Me The Horizon        | 3:57     |  |
| 9.                | «Heartless»                                       | The Weeknd                  | 3:18     |  |
| 10.               | «I Don't Wanna Be Blind»                          | Turnstile                   | 2:04     |  |
| 11.               | «The Final Episode»                               | Asking Alexandria           | 4:02     |  |
| 12.               | «hollywood sucks»                                 | KennyHoopla y Travis Barker | 2:33     |  |